# Marson
Marson – to miejscowość i gmina we Francji, w regionie Grand Est, w departamencie Marna.
Według danych na rok 1990 gminę zamieszkiwało 275 osób, a gęstość zaludnienia wynosiła 9 osób/km².